# 広神ダム
広神ダム（ひろかみダム）は、新潟県魚沼市、信濃川水系破間川の支流、和田川に建設されたダムである。2011年に完成した。

## 概要
高さ80.5メートルの重力式コンクリートダムであり、破間川流域の洪水防止、流水の正常な機能維持ならびに発電を目的として建設した多目的ダムである。